# Nouveau piétonnisme

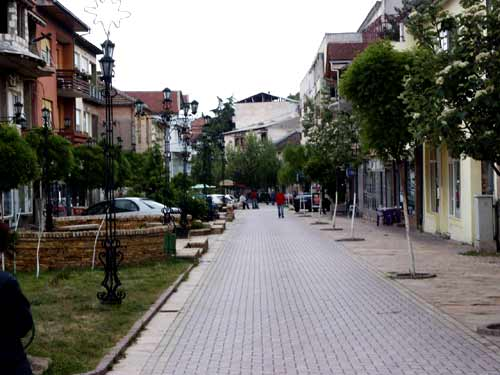
Les principes du nouveau piétonnisme dans une rue dans le centre rénové de Radoviš en Macédoine du Nord.

Le « Nouveau piétonnisme (NP) » (traduction de New Pedestrianism (NP)) est une variante plus idéaliste du Nouvel urbanisme (New Urbanism) dans la théorie de la planification urbaine. Il a été fondé en 1999 par Michael E. Arth, un artiste américain, urbaniste et paysagiste d'inspiration futuriste. Le NP s'adresse à des problèmes associés au Nouvel Urbanisme et essaie de résoudre une variété de problèmes sociaux, sanitaires, énergétiques, économiques, esthétiques et écologiques. Une nouvelle ville ou des quartiers fondés sur les principes du NP s'appelle un Village Piétonnier (Pedestrian Village). Les villages piétonniers peuvent être soit complètement exempts de voiture soit avoir un accès automobile à l'arrière des maisons et des commerces, les allées piétonnes étant systématiquement à l'avant
.
Comme le Nouvel Urbanisme, le Nouveau piétonnisme est en grande partie une résurgence de la planification urbaine et routière traditionnelle, mais en accentuant l'importance de la réduction de l'impact négatif de l'automobile. En éliminant les rues en façade et en les remplaçant par des allées piétonnes bordées d'arbres, l'accent est remis sur des moyens de transport alternatifs à faible impact écologique tels que la marche et le vélo. Les allées piétonnes sont en général de 4 à 5 mètres de large, avec un côté à revêtement lisse pour les véhicules à roues tels que les vélos, Segway, ou patins et un autre côté plus étroit et texturé pour les piétons et les chaises roulantes. En éliminant les voies de circulation pour véhicules motorisés à l'avant, on permet la création d'espaces publics, de fontaines, de parcs miniatures, ainsi que des connexions sans dégradation aux divers cadres naturels tels que lacs, cours d'eau, et forêts qui peuvent border ou faire part du Village Piétonnier. Un vaste espace public est ainsi créé sans la présence visuelle, olfactive et sonore des voitures et cependant l'automobile reste utilisable dans un réseau séparé,,.
Le programme du Nouveau piétonnisme a été proposé pour Kisima Kaya, une ville nouvelle au Kenya; pour Tiger Bay Village, en Floride comme solution au problème des sans-abris ; ainsi que pour des nouvelles villes ou nouveaux quartiers pouvant être construits n'importe où, soit comme réhabilitation de quartiers existants, comme nouvelles constructions à l'intérieur ou en bordure de quartiers existants ou comme toutes nouvelles villes.

## Automobile
En grande partie, le NP est une réaction à la manière dont l'automobile a laissé sa marque sur l'environnement et a transformé les villes. Arth écrit: « Notre qualité de vie dépend de la satisfaction de toute une gamme de besoins physiques et psychologiques dans un environnement sain, sûr et esthétiquement plaisant, ce qui ne peut être accompli que par un planning urbain hautement intégré.  Aussi longtemps que les véhicules, routes, parkings, garages et commerces liés à l'automobile couvriront une partie substantielle du paysage urbain et détermineront la conception du reste, la majorité des villes américaines continueront à être des bidonvilles dysfonctionnels et dégradés étranglés par le trafic. »
Plus de six millions d'accidents automobiles occasionnent presque trois millions de blessures graves, et plus de 42 000 morts chaque année aux États-Unis seulement. Au niveau mondial environ un demi million de morts sont liées chaque année aux accidents automobiles.
La sur-dépendance à l'automobile ajoutée à l'absence de facilités piétonnières a contribué à la surcharge pondérale et à l'obésité de deux tiers des Américains adultes. Les Américains dépensent environ 33 milliards de dollars par an pour essayer de perdre du poids, et pourtant 300 000 meurent encore chaque année de problèmes liés à un excédant pondéral.
La dégradation du paysage urbain et rural causé par l'expansion urbaine a aussi toute une gamme d'effets négatifs sur l'environnement et contribue à l'augmentation des frais d'entretien de l'infrastructure.
La majorité des Américains dépensent autant pour le transport que pour le logement, et les habitants de villes particulièrement dépendantes de l'automobile dépensent jusqu'à trois fois plus que leur Produit Régional Brut (Gross Regional Product (GRP)). Les habitants de Houston, Atlanta, Dallas-Ft.Worth dépensent à peu près 23 % de leur PIB pour le transport par rapport à 9 % pour Honolulu, New York, et Baltimore, et 7 % à Toronto. Ces statistiques datent de la fin des années 1990 avant la montée exponentielle du prix du pétrole, et n'incluent pas certains coûts cachés de la consommation de pétrole.

## Énergie
La production domestique de pétrole aux États-Unis a atteint son maximum.en 1970 et ne représente plus que 30 % de la consommation actuelle. Réduire la dépendance énergétique américaine permettrait, selon Michael Arth, de réduire la présence militaire américaine dans le monde et à faire baisser le déficit commercial. Dans ce contexte, le New Pedestrianism cherche à mettre à distance raisonnable, à pied ou à vélo, la plupart des destinations journalières et récréatives, afin d'éviter les migrations pendulaires motorisées. Le New Pedestrianism affirme qu'il n'est besoin que de relier les centres-villes pour créer un système de transport public efficient.
Il met aussi l'accent sur les énergies renouvelables, en particulier l'énergie solaire pour les maisons individuelles. La réduction des besoins énergétiques et de la dépendance au pétrole devrait aussi répondre à toute une série de problèmes tant de santé que sociaux, économiques et écologiques.

## Nouveau piétonnisme pour les sans-abris
En janvier 2007, Arth a proposé qu'un village piétonnier soit construit dans le Comté de Volusia, en Floride comme prototype pour une solution nationale qui coûterait moins cher que « l'actuelle approche du genre emplâtre sur une jambe de bois ». Le Tiger Bay Village serait pratiquement piétonnier et compterait six types de logements, depuis des dortoirs dans des bâtiments qui ressemblent à des maisons traditionnelles à deux étages, jusqu'à des Katrina Cottages (cottages traditionnels construits pour les victimes de l'ouragan Katrina). Il y aurait un lac, un lagon aménagé pour la nage, une piscine, des pistes de randonnées, des parcs, des jardins et vergers communautaires. Les résidents aideraient à la construction et à l'entretien du village. Le village serait aussi un logement permanent pour ceux affectés de troubles mentaux. Tous les besoins des résidents permanents et temporaires seraient adressés sur place, et le village serait situé sur les grandes lignes de bus. Les facilités comprendraient aussi un bureau de placement qui fournirait des travailleurs documentés et sélectionnés pour le public.
L'usage et l'organisation des bâtiments pourrait toutefois être réévalués pendant la construction étalée sur plusieurs années. Le projet a alimenté un débat sur la question des sans-abri mais aussi des critiques de certains milieux appelant le projet « une station de vacances pour les sans-abri » ou un « ghetto genre Goulag ». Arth a bien précisé que ce n'est pas une solution pour les habitations à loyer modéré qui doivent être intégrées dans la communauté.

## Esthétique
Le New Pedestrianism remplace les rues en façade par des allées piétonnes bordées d'arbres qui forment un parc linéaire reliant les maisons et les commerces mais aussi les parcs, les espaces verts, les places, les cours privées, les jeux d'eau, les écoles, les lieux récréatifs et autres facilités. Ces aménagements devraient aussi augmenter la valeur immobilière puisque les propriétés publiques et privées ne sont plus dévaluées par la « laideur » et le danger que Arth associe à une trop grande dépendance à l'automobile. Un réseau séparé de rues ombragées existe aussi, mais il est relégué à l'arrière. Le réseau d'allées piétonnes et de pistes cyclables comme système majeur de transport assure que le trafic bruyant soit réduit aux rues arrière. Dans les villages piétonniers, la densité de population augmente car les habitations peuvent être construites proches des allées piétonnes tranquilles sans le recul habituel que l'on voit dans les expansions urbaines habituelles. Ceci, en retour, met l'accent sur une architecture soignée, des espaces paisibles et intimistes, et une esthétique à la taille des piétons.

## Histoire
Tout comme le New Urbanism, le New Pedestrianism prend racine dans des quartiers compacts à usage mixte commun aux États-Unis (et ailleurs) avant et pendant le premier quart du XXe siècle. Le New Pedestrianism emprunte et ajoute aux expériences passées en urbanisme qui se concentraient sur la séparation des piétons et du trafic automobile.
Dans plusieurs communautés balnéaires du sud de la Californie, notamment Venice, des rues piétonnes furent construites en 1905 dans plusieurs pâtés de maisons près de la plage. Les maisons faisaient face à des allées piétonnes de 1 à 3 mètres de large. Des allées étroites à l'arrière desservent les voitures et le parking. Les canaux à Venise, construits pendant la même période avaient aussi des trottoirs et des canaux devant les maisons.
Les urbanistes Ebenezer Howard et Sir Patrick Geddes Influencèrent très tôt Radburn, construite dans le New Jersey à l'aube de l'ère de l'automobile en 1929. Radburn avait des allées piétonnes à l'avant et des accès pour les automobiles à l'arrière dans des culs-de-sac qui pénétraient à l'intérieur de grand quartiers à usages multiples. Une étude[réf. nécessaire] faite en 1970 par John Lansing (Université du Michigan) montra que 47 % de ses habitants faisaient leurs courses à pied, comparé à 8 % pour une subdivision traditionnelle dans les environs immédiats. Il détermina aussi qu'en général, les habitants de Radburn utilisaient leur voiture beaucoup moins que n'importe quel autre quartier étudié. Le plan de Radburn a été copié sous différentes formes en Suède, en Angleterre, au Japon, en Nouvelle-Zélande et en Australie.
Le River Walk de San Antonio, connu aussi sous le nom de Paseo del Rio, fut commencé en 1929. Dans ce cas, la rivière San Antonio fut soumise à des mesures contre les inondations et fut transformée en un canal paisible bordé sur les deux rives par des promenades piétonnes très fréquentées, des places publiques, des cafés en terrasse, des restaurants, des clubs, des magasins, des hôtels et autres attractions complètement séparées du trafic automobile. Les promenades passent sous les rues puisque le Paseo del Rio est un niveau au-dessous du trafic urbain et l'accès automobile aux bâtiments est un niveau au-dessus de la rivière.
Village Homes à Davis en Californie fut fondé en 1975 par Michael et Judy Corbett. La subdivision de 28 hectares compte 225 maisons et 20 appartements. Le solaire passif et des panneaux solaires photoélectriques sont utilisés pour le chauffage. Les maisons ont des passerelles de bois parcourant un système de connexion vert sur un côté et un accès automobile de l'autre.
Certaines rues dans le développement de style New Urbanism de Rosemary Beach, en Floride ont aussi des passerelles de bois devant certaines maisons.
En 2005, le New Pedestrianism fut préconisé par Michael Arth pour une partie de la reconstruction de La Nouvelle-Orléans,.

## Films sur le New Pedestrianism
New Urban Cowboy: The Labors of Michael E. Arth(Le nouveau cowboy urbain : les travaux de Michael E. Arth), produit en 2007, est un documentaire long-métrage qui raconte la saga des efforts de Michael Arth pour convertir un quartier dégradé de trafiquants de drogue en un village piétonnier tout en expliquant la philosophie du New Pedestrianism.
The Labors of Hercules: Modern Solutions to 12 Herculean Problems (Les travaux d’Hercules : solutions modernes à douze problèmes herculéens) dont la sortie est prévue en 2008, est un documentaire long métrage qui suit le livre du même titre et qui adresse des problèmes de société en relation avec le New Pedestrianism.

## Exemples
On trouve actuellement dans le monde quelques exemples d’application des principes du New Pedestrianism, existants ou ayant été proposés :
1. Two Harbors (Californie) : village sans voiture proposé sur Catalina Island, CA. 1999 ;
2. Paseo Del Mar, Santa Barbara (Californie) : village piétonnier avec parkings cachés en sous-sol. 1999 ;
3. Garden Village, Austin (Texas) : village piétonnier proposé pour remplacer l'ancien site de l'aéroport Mueller ;
4. Downtown DeLand’s Historic Garden District (Floride) : réhabilitation d'un quartier intérieur existant (2001-2007) ;
5. Kisima Kaya (Kenya) : nouvelle ville proposée près de Nairobi (2006) ;
6. Tiger Bay Village (Floride) : village píetonnier quasiment sans voitures proposé comme solution au problème des sans-abri (2007) ;
7. Mackinac Island (Michigan) : bien que n'ayant pas été créé avec les principes du New Pedestrianism en tête, l'île compte 523 résidents permanents et attire des centaines de milliers de touristes par année. Aucun véhicule à moteur n'est admis sur l'île depuis la fin du XIXe siècle.